# Schrämen
Als Schrämen auch Schrammen, Bahnen, Schräme machen oder Verschrämen genannt, bezeichnet man im Bergbau die schlitzende Art der Gesteinsarbeit. Es ist eine vorbereitende Arbeit zur Hereingewinnung von nutzbaren Bodenschätze wie z. B. Kohle. Dabei wird das Gestein mittels eines spitzen Eisens (Berg- oder Schrämeisen genannt) und eines Hammers (Fäustel) bearbeitet, um so einen Schlitz, den der Bergmann Schram (auch Schramm) nennt, zu erzeugen.

## Grundlagen
Die Ortsbrust oder der Abbaustoß bieten in der Regel nur eine freie Fläche, an der der Bergmann ansetzen kann, um das Mineral zu bearbeiten. Um diese Fläche besser bearbeiten zu können, muss er sich eine zweite freie Fläche in der Flözebene erstellen. Für diese „Vorarbeit“ beim Abbau härterer Materialien wie Erz oder Steinkohle wird das Schrämen angewendet. Hierbei wird ein möglichst schmaler und tiefer Spalt, der Schram, waagerecht in das gewinnbare Mineral gehauen. Durch das Schrämen wird die Spannung in der Lagerstätte gelöst und der innere Zusammenhalt des Lagerstättenblocks aufgehoben. Wenn durch das Schrämen der Zusammenhalt der gewinnbaren Mineralien mit dem restlichen Gestein reduziert ist, wird deren Gewinnung erleichtert. Nach dem Schrämen können dann größere Stücke gewonnen werden; dazu werden dann Werkzeuge wie der Abbauhammer oder andere Werkzeuge zum Einsatz gebracht. Das Schrämen steht aber nicht nur am Anfang beim Gewinnen des gewünschten Abbaumaterials, sondern natürlich auch beim Vortrieb von Strecken und der Herstellung von Stollen. Eine weitere Methode, eine zusätzliche freie Fläche anzubringen, ist das Einbringen einer Kerbe senkrecht zur Flözebene. Diese Kerben werden ebenfalls Schlitz genannt und es werden immer zwei Kerben angebracht. Während der Schram zunächst parallel zur Flözebene angebracht wird, werden die Kerben anschließend rechtwinklig zur Flözebene eingebracht. Im Salz- und im Steinkohlebergbau wird das Schlitzen angewendet um große Stücke aus dem Felsen zu lösen. Teilweise wird auch das Schrämen und das Schlitzen miteinander kombiniert, um so die Mineralien aus dem Gesteinsverband zu lösen. Bergleute, die diese grundlegende Vorarbeit durchführten, wurden früher auch als Schrämer bezeichnet. Entsprechend wurde ein Hauer, der sich nur auf die Schrämarbeit beschränkt, auch Schrämhauer genannt. Das Schrämen wurde in der Regel beim Braun- und Steinkohlebergbau angewendet, aber auch in weicherem Material, wie beim Abbau von Salz aus dem Salzstock, kam das Schrämen zum Einsatz. Aber auch zur Gewinnung von Schiefer wurde das Schrämen angewendet. Im Erzbergbau wurde das Schrämen nur gelegentlich angewandt, aufgrund des festen Gesteins wurden hier andere Techniken wie das Feuersetzen oder die Sprengung angewandt.

## Manuelles Schrämen

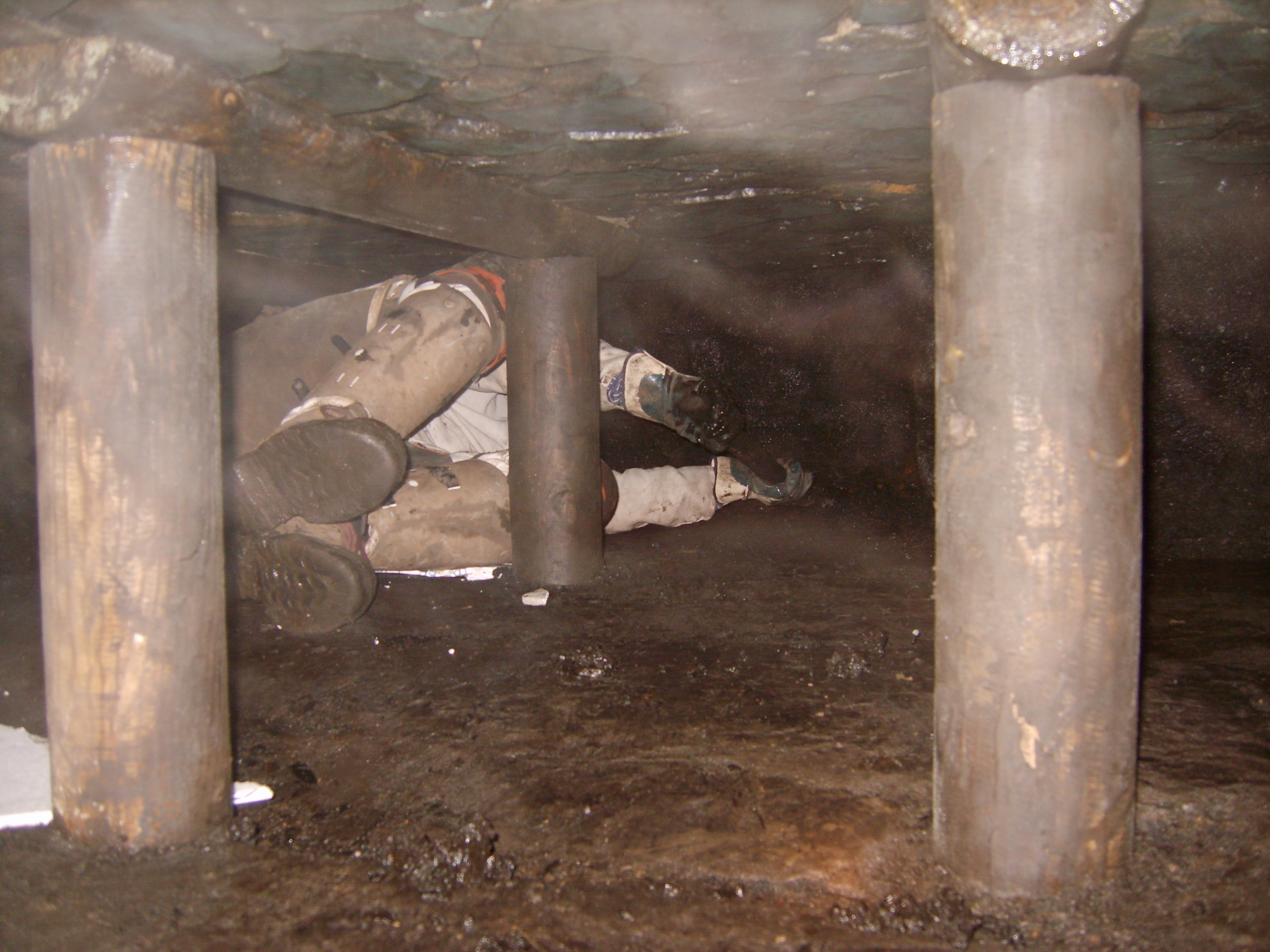
Manuelles Schrämen, Darstellung mit einer Puppe, Besucherbergwerk Graf Wittekind, Dortmund-Syberg

Für das manuelle Schrämen benötigt ein Bergmann sehr viel Erfahrung, insbesondere über die optimale Führung des Schrams. Deshalb wurden in der Regel für diese Arbeiten stets dieselben Leute eingesetzt. Von der richtigen Wahl des Schrams ist die erbrachte Fördermenge pro Zeitspanne abhängig. Auch der Anteil der Stückkohlen hängt von der richtigen Lage des Schrams ab. Es müssen bei der Auswahl des Schrams die jeweiligen Verhältnisse der Lagerstätte berücksichtigt werden. Auch die Festigkeit des abzubauenden Minerals spielt bei der Wahl des Schrams eine große Rolle. Dabei wird die Lage des Schrams in der Regel mit dem Steiger abgestimmt. Bei flözartigen Lagerstätten wird der Schram meistens im Sohlenbereich des Flözes angebracht. Um den Schram optimal anzusetzen, wählt der Bergmann zunächst die weichsten und am stärksten zersetzten Zwischenmittel (Schiefer) im Flöz aus. Diese werden dann zuerst herausgelöst, um die abgebauten Kohlen nicht zu stark zu verunreinigen. Bei Flözen ohne Zwischenmittel wird der Schram im Bereich der weichsten Flözteile geführt. Bei Flözen mit gleichmäßiger Festigkeit wird der Schram im Bereich des Liegenden geführt. Damit nur wenig Staubkohlen anfallen, wird bei dieser Lage des Schrams dieser so schmal wie möglich erstellt. Bei Bedarf wird der obere, bereits unterschrämte Teil des Flözes, bis zur Gewinnung des hangenden Flözteils, provisorisch mit Holzspreizen abgestützt. Während des Schrämens beobachtet der Bergmann ständig etwaige vorhandene Ablösungen. Im Steinkohlenbergbau des Ruhrreviers wurde das manuelle Schrämen mangels ausreichend ausgebildeter Bergleute gegen Ende des 19. Jahrhunderts allmählich durch andere Gewinnungsverfahren ersetzt.

### Schrämgezähe
Von den Schrämhauern wurden drei verschiedene Gezähe verwendet, der Schrämhammer, die Schramhaue und der Schrämspieß. Der Schrämhammer wird auch Spitzhammer, Berghammer, Haueisen oder auch Knappeneisen genannt. Vom Prinzip her ist der Schrämhammer eine Art Keilhaue, die am hinteren Ende noch mit einem Hammer versehen ist. Der Schrämhammer wird überwiegend zum Schrämen von schneidigem Stein verwendet. Die Schramhaue ist eine leichte Keilhaue, die ausschließlich verwendet wird, um den Schram herzustellen. Der Schrämspieß besteht aus einer viereckigen geraden Eisenstange, die an einem Ende in einer Spitze ausläuft. Der Schrämspieß ersetzt die Funktion der Brechstange und des Fimmels, er wird bei der Keilhauenarbeit eingesetzt.

## Maschinelles Schrämen
Da das manuelle Schrämen sehr schwierig und zeitaufwendig ist, wurde bereits im 19. Jahrhundert das manuelle Schrämen durch das maschinelle Schrämen ersetzt. Bei der maschinellen Schrämarbeit wird ein größerer Abbaufortschritt erzielt. Durch den gezielten Einsatz der maschinellen Schrämarbeit konnte die Schießarbeit reduziert werden. Dadurch wurde auch das nach dem Schießen erforderliche Bereißen der Firste verringert. Außerdem konnten dadurch die Unfälle, die durch Stein- und Kohlenfall verursacht wurden, verringert werden. Maschinelles Schrämen wurde bis zu einer Flözmächtigkeit von 2,5 Metern angewandt. Bei größeren Flözmächtigkeiten konnten die Maschinen durch die herunterfallenden Kohlenbrocken verschüttet werden. Die maschinelle Schrämarbeit war am besten bei Flözen mit einem flachen Einfallen bis zu 25 Gon geeignet. Bei höheren Flözen oder Flözen mit einem größeren Einfallen waren die Bedienmannschaften auch stärker durch Kohlenfall gefährdet. Wichtig beim maschinellen Schrämen ist auch die Lage des Schrams. Der Schram darf nicht zu dicht im Sohlenbereich angesetzt werden. Wird der Schram zu dicht im Sohlenbereich angesetzt, zieht die Kette das anfallende Kohlenklein wieder in den Schram hinein. Dies erfordert einen zusätzlichen Arbeitsaufwand, da das Kohlenklein mühsam von Hand weggeschaufelt werden muss. Ist eine Schram nicht anders zu platzieren, so ist bei Schramlagen unter 100 Millimeter der Einsatz eines Schrämkleinräumers erforderlich.

### Die verwendeten Maschinen

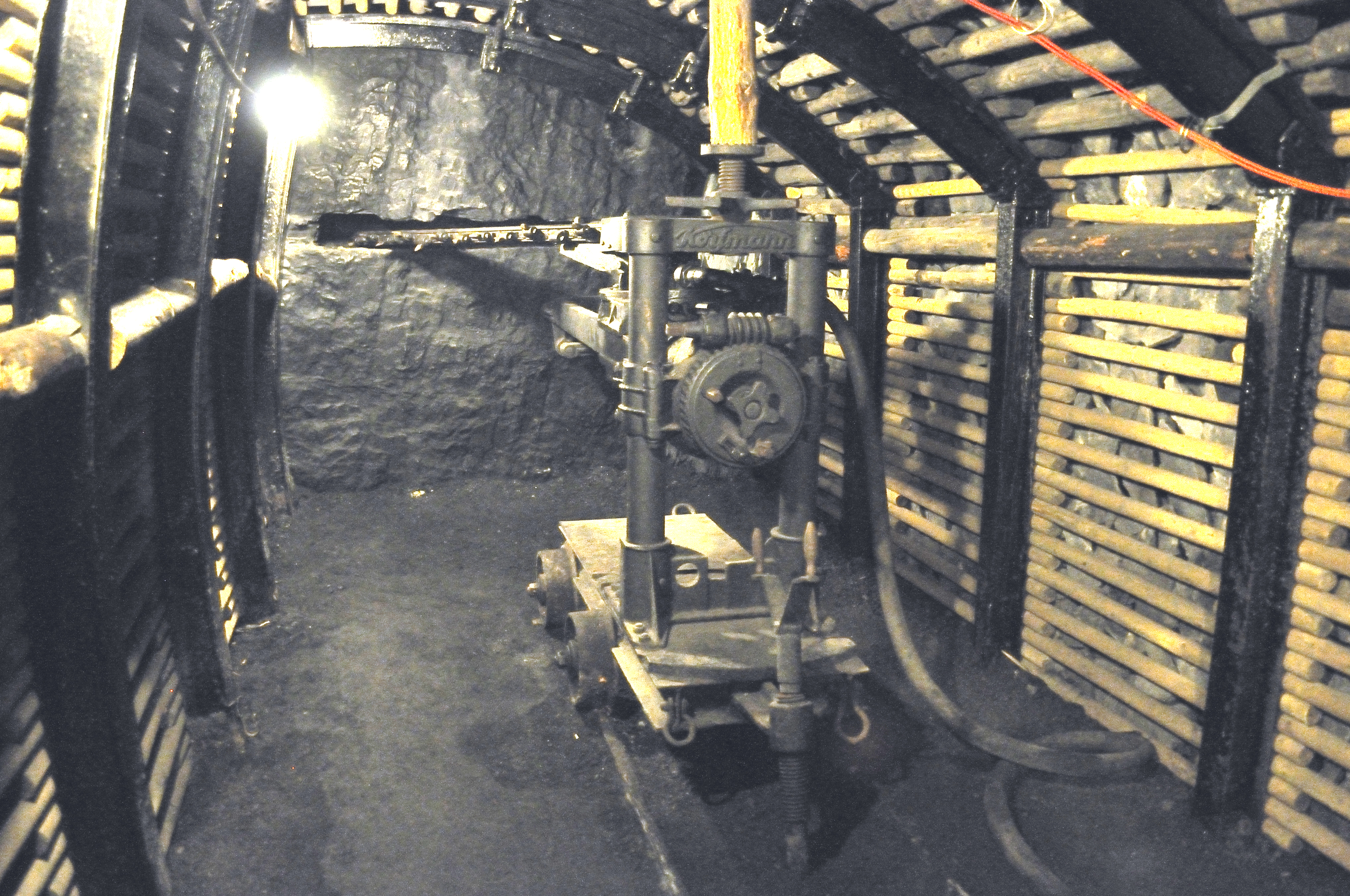
Korfmann-Schrämmaschine im Bergbaumuseum Bochum

Bereits seit 1862 gibt es Schrämmaschinen. Sie wurden mittels Luft- oder auch Wasserdruck betrieben, so dass das Schramzeug eine hauende oder schneidende Bewegung machen konnte. Die Schrämmaschine von Carrett, Marshall & Co in Leeds hatte als Motor eine Wassersäulenmaschine mit fliegendem Zylinder, die auf einem eisernen Wagen ruhte.
Heutige Schrämmaschinen beschränken sich nicht nur auf Heraushauen von Gestein bzw. Erz oder Kohle. Sie sind weiterentwickelt zu Schrämladern und dienen – wie der Name bereits andeutet – auch zu deren Ab- und Weitertransport.
Maschinen, die einen parallelen Schnitt zum Liegenden oder zum Hangenden erzeugen, nennt man Schrämmaschinen, Maschinen, die einen senkrecht oder rechtwinklig zum Liegenden verlaufenden Schnitt erzeugen, werden Schlitz- oder Kerbmaschinen genannt.
In der Gewinnung von Naturstein (Marmore, Tuffe, weiche Kalk- und tongebundene Sandsteine) werden Schrämmaschinen eingesetzt, die Schrämblätter mit einer Schwertlänge bis zu 4,8 m bei einer Arbeitstiefe von zwei bis drei Metern verwenden.